# 극장판 샤이닝 스타: 새로운 루나퀸의 탄생!
《극장판 샤이닝 스타: 새로운 루나퀸의 탄생!》은 대한민국의 애니메이션 영화 작품이자, 샤이닝 스타의 첫 극장판이다.

## 시놉시스
세계 최고의 아이돌 학교 샤이닝 스타 스쿨! 데뷔반의 완성형 연습생 '헤라'와 노력형 연습생 '나라'는 세계 최고의 아이돌 스타 타이틀 '루나퀸'이 되기 위한 오디션에 돌입한다. 그러던 중 '헤라'는 자신이 속한 그룹 '돌스'에서 돌연 탈퇴하고 ‘나라’가 속해 있는 그룹 '멜로디'에 합류, 새로운 팀 '뉴 멜로디'가 결성된다. 하지만 실력지상주의 이사장 '칼리오페'는 '헤라'에게 솔로로 루나퀸 결승 무대에 오르면 단독 우승을 할 수 있다며 '뉴 멜로디'와 '헤라'를 갈라 놓으려 하고, ‘뉴 멜로디’의 우정이 흔들리기 시작하는데…
루나퀸과 우리의 우정 모두를 지킬 수 있을까!

## 목소리 출연
- 이명호: 채나라
- 박리나: 윤시아
- 이지현: 양송이
- 정혜원: 강헤라
- 엄상현: 진
- 김새해: 헨델
- 홍소영: 셜리
- 신용우: 재키춘, 빅제이, 현우
- 김은아: 칼리오페
- 남도형: 디자이너